# Hubert Windsperger
Hubert Windsperger (* 14. April 1945) ist ein ehemaliger deutscher Fußballspieler.

## Karriere
Im ersten Jahr der Bundesliga-Zugehörigkeit des FC Bayern München, 1965/66, gehörte der aus der Bayern-Jugend stammende Abwehrspieler Windsperger dem Profi-Kader der Münchner an. Am 28. Mai 1966 (34. Spieltag) kam er als rechter Verteidiger an der Seite von Peter Kupferschmidt beim 1:1-Unentschieden im Auswärtsspiel gegen Werder Bremen zu seinem einzigen Bundesliga-Einsatz.
Zur Saison 1966/67 verpflichtete ihn Preußen Münster, für die er vier Spielzeiten in der  Regionalliga West absolvierte. An der Seite von Werner Anzill, Günter Augustat, Falk Dörr, Dagmar Drewes, Manfred Podlich und Heinz-Rüdiger Voß bestritt er 108 Regionalligaspiele und erzielte ein Tor. 
In seiner letzten Saison erreichte er mit den Preußen und dank eines Torjägers Gerd Kasperski (25 Tore) mit dem siebten Tabellenplatz die beste Platzierung. Danach kehrte er wieder in den Süden zurück und schloss sich von 1970 bis 1972 dem Freiburger FC in der Regionalliga Süd an. Sein letztes Ligaspiel für die Breisgau-Elf absolvierte er am 5. März 1972 bei der 0:3-Niederlage im Auswärtsspiel gegen Kickers Offenbach, als der FFC gegen die Klasse der OFC-Angreifer Winfried Schäfer, Sigfried Held und Erwin Kostedde chancenlos war. Im Sommer 1972 kehrte er wieder in den Amateurbereich zurück und beendete seine Laufbahn im bezahlten Fußball.

## Sonstiges
Windspergers Sohn Stephan spielte von 1988 bis 1992 (81 Spiele; 7 Tore) beim TSV 1860 München drei Jahre in der Bayernliga und ein Jahr in der 2. Bundesliga.